# Liste der Bodendenkmäler in Legden
Die Liste der Bodendenkmäler in Legden enthält die denkmalgeschützten unterirdischen baulichen Anlagen, Reste oberirdischer baulicher Anlagen, Zeugnisse tierischen und pflanzlichen Lebens und paläontologischen Reste auf dem Gebiet der Gemeinde Legden im Kreis Borken in Nordrhein-Westfalen (Stand: Januar 2021). Diese Bodendenkmäler sind in Teil B der Denkmalliste der Gemeinde Legden eingetragen; Grundlage für die Aufnahme ist das Denkmalschutzgesetz Nordrhein-Westfalen (DSchG NRW).
| Bild | Bezeichnung | Lage                      | Beschreibung | Bauzeit | Eingetragen seit | Denkmal- nummer |
| ---- | ----------- | ------------------------- | ------------ | ------- | ---------------- | --------------- |
| BW   | Steinkuhle  | nördlich von Legden Karte |              |         |                  | 1               |